# Anavatapta

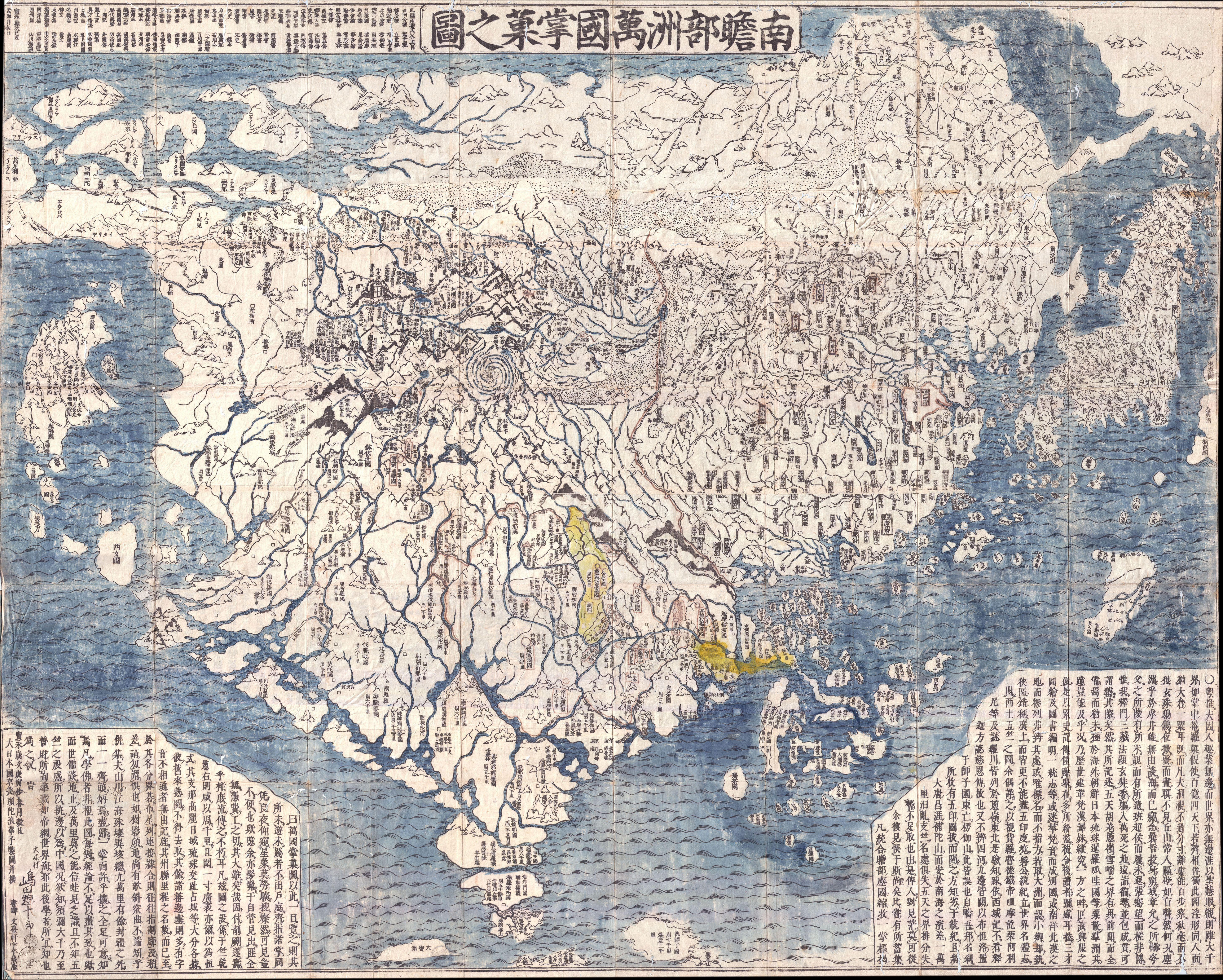
Anavatapta en un mapamundi budista (1710)

Anavatapta (Sánscrito अनवत्पत 'el carente de calor', en chino, 阿那婆達多; pinyin, Ānàpó-dáduō, también llamado en chino, 無熱(悩)池; pinyin, Wúrènǎochí 'la laguna sin calor') es un lago que yace en el centro del mundo, según la visión tradicional de la cosmogonía budista. El nombre Anavatapta significa 'sin calor'; se creía que las aguas del lago podían aliviar los fuegos que atormentaban a los seres vivos. Anavatapta es también el nombre del dragón que vive en el lago; habiéndose convertido en bodhisattva, es libre de las aflicciones que padecen otros dragones, que son atormentados por el calor asolador y presa de los garudas.
Según Charles Higham, el lago Anavatapta era «un lago himalayo sagrado imbuido con poderes curativos milagrosos para eliminar los pecados humanos.»: 125  George Cœdès afirma que el lago, «...según la tradición india, se encuentra en los confines del Himalaya y sus aguas salen a borbotones de una gárgolas con la forma de cabezas de animales.»: 174 
Situado en el sur de la montaña del Perfume, se dice que el lago Anavatapta tiene una circunferencia de 800 li y está rodeado de oro, plata y piedras preciosas. Cuatro ríos fluyen desde el lago. La manifestación terrenal del lago se suele identificar con el lago Mana Sarovar, que se encuentra a los pies del  Kailash (Gandhamadana o montaña del Perfume) en los Himalayas. Los cuatro ríos místicos a veces se identifican con el Ganges (este), el Indo (sur), the Amu Daria (oeste) y el Tarim o el  río Amarillo (norte).
Una vía por la que dicha visión cosmogónica budista pasó de la China del siglo VI a Japón fue mediante la jardinería. Dichos jardines solían contar con una colina en el centro, que representaba al monte Meru, y un estanque, simbolizando Anavatapta.